# کرانچ

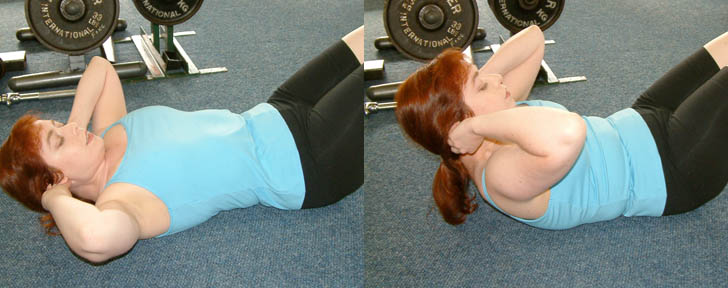
انجام حرکت کرانچ

کرانچ (به انگلیسی: Crunch) یکی از متداول‌ترین حرکات ورزشی شکم است. این حرکت عمدتاً روی عضله راست شکم کار می‌کند، اما همچنین عضله مایل را نیز تقویت می‌کند.

## شکل حرکت
برای شروع باید از کمر روی زمین دراز کشید، در حالی که زانو خم باشد. حرکت با بلند کردن شانه‌ها به سمت لگن خاصره شروع می‌شود، تا جایی که عضلات شکم درگیر شود و پس از مکثی کوتاه به پایین و حالت اولیه برمی‌گردد. دست‌ها می‌تواند کنار یا پشت گوش‌ها و گردن یا به صورت ضربدری روی سینه قرار گیرد. با دست فشار آوردن بر روی گردن یا سر می‌تواند باعث آسیب‌دیدگی شود.

## تفاوت کرانچ و درازنشست
در حرکت صحیح کرانچ، برخلاف درازنشست، قسمت تحتانی کمر از زمین جدا نمی‌شود. در این حالت، به گفتهٔ دانشمندان عضلات خم‌کنندهٔ باسن درگیر نشده و حرکت مختص عضلات شکم می‌شود.